# New Forest (Yorkshire du Nord)
Pour les articles homonymes, voir New Forest.
New Forest est une paroisse civile du Yorkshire du Nord, en Angleterre.